# Икома (уезд)
Икома (яп. 生駒郡 Икома-гун) уезд расположен в префектуре Нара, Япония.

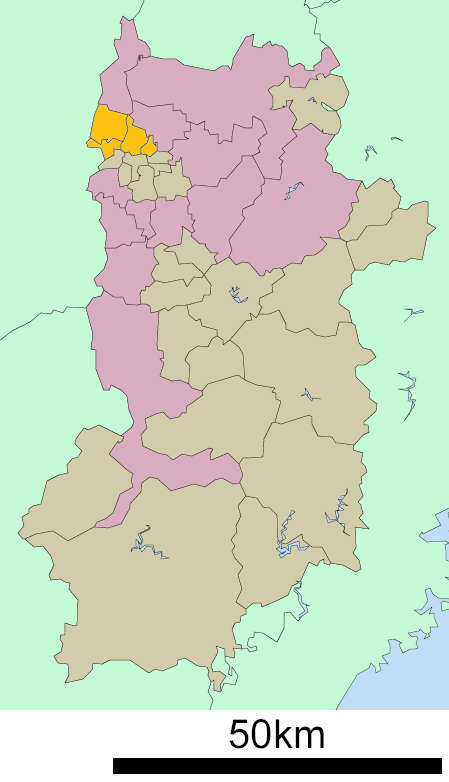
Расположение уезда Икома в префектуре Нара.

По оценкам на 1 апреля 2017 года, население составляет 76,690 человек, площадь 51.27 км ², плотность 1,500 человек / км ².

## Посёлки и сёла
- Андо
- Хегури
- Икаруга
- Санго